# Sergej Gritsevets
Sergej Ivanovitj Gritsevets (hviderussisk: Сяргей Іванавіч Грыцавец tr. Siarhej Ivanavitj Hrytsavets ; russisk: Сергей Иванович Грицевец tr. Sergej Ivanovitj Gritsevets) (født 6. juli 1909 i Barawtsy (hviderussisk: Бараўцы), død 16. september 1939 i Vitebsk) var en sovjetisk major og pilot og to gange modtager af hæderstitlen Sovjetunionens helt.
Gritsevets indgik i hæren i 1931 hvor han færdiggjorde en pilotuddannelse ved en militærskole i Orenburg i 1932 og videre pilotuddannelse i 1936 ved en skole i Odessa. I foråret 1938 meldte Gritsevets sig frivilligt til at kæmpe på Kinas side mod Japan, hvor han blev involveret i nogle luftkampe omkring byen Wuhan. I disse kampe er han tilskrevet to nedskudte fjender, i en 30 minutter intens række af luftdueller mod japanske bombe- og jager-fly, hvori i alt 21 japanske fly blev nedskudt. Gritsevets fløj her enten en biplan Polikarpov I-15 eller en monoplan I-16.
Senere samme år meldte Gritsevets sig som frivillig til at kæmpe i den Spanske borgerkrig, hvor han blev indtil slutningen af 1938 hvor alle sovjetiske styrker blev kaldt hjem. I spanienstiden, hvor han fløj en sovjetbygget I-16, er han tilskrevet 30 nedskudte fjendtlige fly, for hvilket han den 22. februar 1939 blev dekoreret med sin første Sovjetunionens helt sammen med en Guldstjerne.
Den 29. maj 1939 blev en gruppe af 48 erfarne piloter, inklusiv Gritsevets, sendt østpå til Mongoliet. Her skulle de fungere som rygrad i en ny styrke under opbyggelse som erstatning for den gamle, der havde lidt en knusende nederlag til japanske styrker og været decimeret af NKVD arrestationer. Den japanske lydstat Manchuriet og Mongoliet var uenige om den eksakte grænsedragning og Manchuriet støttet af japanske styrker invaderede det omstridte område nord for Halhafloden og russerne, som mongolernes allierede, kom mongolerne til undsætning. Under disse kampe var Gritsevets involveret i flere luftkampe mod japanske fly. Den 26. juni under Slaget ved Khalkhin Gol, blev Gritsevets' overordnede major V. Sabalujev (russisk: Вячеслав Михайлович Забалуев) af en maskinskade tvunget til at nødlande 80 km bag fjendes linjer. Gritsevets landede sit eget fly ved Sabalujev og tilbød først at lade ham flyve tilbage i det. Da Sabalujev nægtede dette, lykkedes det dem begge at flyve tilbage, klemt sammen i Gritsevets' maskine. For dette og andre heroiske handlinger under krigshandlingerne blev Gritsevets tildelt hans anden Sovjetunionens helt den 29. august 1939. Alt i alt, er Gritsevets tilskrevet 11 nedskudte japanske fly under disse stridigheder.
Den 12. september 1939 blev Gritsevets og 20 andre piloter beordret tilbage til Ukraine for at deltage i forberedelserne til invasionen af Polen den 17. september 1939. Gritsevets nåede dog ikke selv at deltage i invasionen, da han efter ankomst til Ukraine blev dræbt i en ulykke i Balbasava (hviderussisk: Балбасава) nær Vitebsk, hvor han mens han under en forberedelse til at lette blev ramt af et andet landende fly.
Gritsevjets er tilskrevet nedskydningen af 42 fjendtlige fly før han døde i 1939. Han er tildelt Sovjetunionens helt (to gange), Leninordenen (to gange), Røde Fane-ordenen (to gange) samt en mongolsk orden han modtog i Ulan Bator før han returnerede vest.
En bronzestatue og monument i hans ære blev senere opsat i hans fødeby Barawtsy.